# كرايفا
كرايفا هي قرية تقع في إقليم أراد في رومانيا. تبعد عن أراد 85 كم.

## السكان
حسب إحصائيات 2002 بلغ عدد سكان القرية 3,118 نسمة.